# Шишаве
Шишаве, раније звано, и локално познатије као Шишава, је насеље у Србији у општини Власотинце у Јабланичком округу. Према попису из 2022. било је 949 становника.
Село лежи у долини Шишавице, десне притоке Власине. Село је на три километра северозападно од Власотинца, а граничи се са атарима села Средора, Доње Ломнице, Власотинца, Конопнице и Скрапежа.

## Географија
Површина атара села износи 459,34,03 хектара. Највиша тачка атара је на потесу Арничје и износи 418 метара. Село се може поделити на Село (Старо насеље) и Ливаде (Ново насеље).
Кроз село протиче река Шишавица која настаје од Големе реке (Гуњетинка) и Мале реке (Горњоломничка), које се састају у Доњој Ломници.
Клима села је жупска, умереноконтинентална, са дужим сунчаним јесенима. 

У равничарском делу атара земљиште је хумусно и погодно за развој ратарства и повртарства. У побрђу је углавном иловача, а понегде белуша и црвеница, па је тај део погодан за развој виноградарства и воћарства.
Становништво села се бавило пољопривредом, од које већина домаћинстава није могла да обезбеди егзистенцију, па су Шишавци од давнина познати и као ћиримиџије- печалбари.
Село је збијеног типа. У старом селу селу је груписано по фамилијама, док у новом (Ливаде) није.

## Историја
Село се први пут помиње 1516. године и то као Горња и Доња Шишава, у турским дефтеру, као приказ турских поседа. Према предању, село је настало у времену када су овај крај држали Турци, па је становништво бежало пред Турцима и склањало се у шибље, које је било на место данашњег села, па су га „шишали“ и тако је настало име Шишава.
Пре уласка у село, са десне стране, наилази се на место звано латинско гробље, а постоји и локалитет Селиште, где је некада постојало старо село. У Доњој Шишави 1536. године било је само муслимана и то четрнаест домова, а од тога два исламизирана.
По ослобођењу и уласку Власотиначког среза у државу Србију извршен је попис 1879. године. У месту је тада 78 кућа са 424 становника, од којих је 58 мушкараца било писмено. Место је имало пописаних 104 пореске главе.

### Учешће Шишаваца у ослободилачким ратовима
У власотиначком крају у времену под Турцима, људи овог краја су увек тежили да се ослободе турског ропства. Много је појединаца који су се одметали у хајдуке, а било је и неколико познатих власотиначких буна. У тим бунама за национално ослобођење од Турака видно место су заузимали и Шишавци. Нарочито су имали удела у борби 1877/78 против Турака за коначно ослобођење ових крајева Србије од Турака.
Шишавци су учествовали и у балканским ратовима, Првом и Другом светском рату.
Шишавци, као и остала околина су много пропатили под бугарском окупацијом у Првом и Другом светском рату.
Тако новембра 1915. године Бугари побили неке свештенике из власотиначког краја, међу њима Светозара Миленковића из конопничке цркве, родом из села.
Шишавци су учествовали у познатом топличком устанку 1917. године, са својом четом од 30 комита. У току трајања устанка Бугари су запалили село и 1917. године марта месеца стрељали тридесет три Шишаваца.
У Другом светском рату Шишаваца је било на свим странама: четницима (дражићевцима) и партизанима. Многи су страдали у борбама са Немцима и Бугарима, а многи и у братоубилачком рату.
Једанест Шишаваца је било интернирано 1941. године од стране Немаца на почетку Другог светског рата и тек су „одробљени“ и вратили се кући 1941. године. У време од 1941. до 1945. године у партизанском покрету у борби против фашизма и коначно ослобођење, видно место је у историји овога краја имао Мија Миленковић, по коме је и основна школа у селу добила име, а погинуо је као несвршени студент. У дворишту школе стоји и његова биста.
И у време распада бивше Југославије, грађанског рата, било је Шишаваца који су били на ратиштима у Хрватској и Косову и Метохији.

## Демографија
У селу живи 870 пунолетних становника, а просечна старост становништва износи 39,1 година (38,2 код мушкараца и 40,0 код жена). У насељу има 295 домаћинстава, а просечан број чланова по домаћинству је 3,81.
Ово насеље је великим делом насељено Србима (према попису из 2002. године), а у последња три пописа, примећен је пораст у броју становника.
|  |

| Демографија | Демографија | Демографија |
| Година      | Становника  | Становника  |
| ----------- | ----------- | ----------- |
| 1948.       | 1.099       |             |
| 1953.       | 1.117       |             |
| 1961.       | 1.097       |             |
| 1971.       | 1.076       |             |
| 1981.       | 1.038       |             |
| 1991.       | 1.057       | 1.053       |
| 2002.       | 1.125       | 1.127       |
| 2011.       | 1.068       |             |
| 2022.       | 949         |             |

| Етнички састав према попису из 2002.‍ | Етнички састав према попису из 2002.‍ | Етнички састав према попису из 2002.‍ | Етнички састав према попису из 2002.‍ | Етнички састав према попису из 2002.‍ |
| ------------------------------------ | ------------------------------------ | ------------------------------------ | ------------------------------------ | ------------------------------------ |
|                                      |                                      |                                      |                                      |                                      |
| Срби                                 | Срби                                 |                                      | 1.124                                | 99,91%                               |

| \| \| м \| \| \| ж \| \| ? \| 0 \| \| \| 3 \| \| 80+ \| 9 \| \| \| 17 \| \| 75—79 \| 10 \| \| \| 15 \| \| 70—74 \| 30 \| \| \| 40 \| \| 65—69 \| 37 \| \| \| 39 \| \| 60—64 \| 28 \| \| \| 30 \| \| 55—59 \| 28 \| \| \| 26 \| \| 50—54 \| 36 \| \| \| 35 \| \| 45—49 \| 46 \| \| \| 42 \| \| 40—44 \| 38 \| \| \| 29 \| \| 35—39 \| 45 \| \| \| 35 \| \| 30—34 \| 37 \| \| \| 32 \| \| 25—29 \| 39 \| \| \| 43 \| \| 20—24 \| 45 \| \| \| 33 \| \| 15—19 \| 28 \| \| \| 43 \| \| 10—14 \| 30 \| \| \| 35 \| \| 5—9 \| 42 \| \| \| 36 \| \| 0—4 \| 35 \| \| \| 29 \| \| Просек : \| 38,2 \| \| \| 40,0 \| |      |  |  |      |
| |      |  |  |      |
| | м    |  |  | ж    |
| ? | 0    |  |  | 3    |
| 80+ | 9    |  |  | 17   |
| 75—79 | 10   |  |  | 15   |
| 70—74 | 30   |  |  | 40   |
| 65—69 | 37   |  |  | 39   |
| 60—64 | 28   |  |  | 30   |
| 55—59 | 28   |  |  | 26   |
| 50—54 | 36   |  |  | 35   |
| 45—49 | 46   |  |  | 42   |
| 40—44 | 38   |  |  | 29   |
| 35—39 | 45   |  |  | 35   |
| 30—34 | 37   |  |  | 32   |
| 25—29 | 39   |  |  | 43   |
| 20—24 | 45   |  |  | 33   |
| 15—19 | 28   |  |  | 43   |
| 10—14 | 30   |  |  | 35   |
| 5—9 | 42   |  |  | 36   |
| 0—4 | 35   |  |  | 29   |
| Просек : | 38,2 |  |  | 40,0 |

| Година пописа     | 1948. | 1953. | 1961. | 1971. | 1981. | 1991. | 2002. |
| ----------------- | ----- | ----- | ----- | ----- | ----- | ----- | ----- |
| Број домаћинстава | 173   | 183   | 207   | 230   | 248   | 283   | 295   |

| Број чланова      | 1  | 2  | 3  | 4  | 5  | 6  | 7  | 8 | 9 | 10 и више | Просек |
| ----------------- | -- | -- | -- | -- | -- | -- | -- | - | - | --------- | ------ |
| Број домаћинстава | 28 | 64 | 40 | 69 | 37 | 29 | 18 | 5 | 3 | 2         | 3,81   |

| Пол    | Укупно | Неожењен/Неудата | Ожењен/Удата | Удовац/Удовица | Разведен/Разведена | Непознато |
| ------ | ------ | ---------------- | ------------ | -------------- | ------------------ | --------- |
| Мушки  | 456    | 100              | 331          | 21             | 3                  | 1         |
| Женски | 462    | 68               | 332          | 58             | 4                  | 0         |
| УКУПНО | 918    | 168              | 663          | 79             | 7                  | 1         |

| Пол    | Укупно                    | Пољопривреда, лов и шумарство | Рибарство                            | Вађење руде и камена | Прерађивачка индустрија       |
| ------ | ------------------------- | ----------------------------- | ------------------------------------ | -------------------- | ----------------------------- |
| Мушки  | 278                       | 75                            | 0                                    | 0                    | 49                            |
| Женски | 124                       | 58                            | 0                                    | 0                    | 33                            |
| Укупно | 402                       | 133                           | 0                                    | 0                    | 82                            |
|        |                           |                               |                                      |                      |                               |
| Пол    | Производња и снабдевање   | Грађевинарство                | Трговина                             | Хотели и ресторани   | Саобраћај, складиштење и везе |
| Мушки  | 3                         | 100                           | 17                                   | 1                    | 8                             |
| Женски | 1                         | 2                             | 12                                   | 2                    | 0                             |
| Укупно | 4                         | 102                           | 29                                   | 3                    | 8                             |
|        |                           |                               |                                      |                      |                               |
| Пол    | Финансијско посредовање   | Некретнине                    | Државна управа и одбрана             | Образовање           | Здравствени и социјални рад   |
| Мушки  | 1                         | 1                             | 12                                   | 3                    | 1                             |
| Женски | 0                         | 2                             | 0                                    | 6                    | 2                             |
| Укупно | 1                         | 3                             | 12                                   | 9                    | 3                             |
|        |                           |                               |                                      |                      |                               |
| Пол    | Остале услужне активности | Приватна домаћинства          | Екстериторијалне организације и тела | Непознато            | Непознато                     |
| Мушки  | 0                         | 0                             | 0                                    | 7                    | 7                             |
| Женски | 2                         | 0                             | 0                                    | 4                    | 4                             |
| Укупно | 2                         | 0                             | 0                                    | 11                   | 11                            |

### Становништво
Данас стара насеља села треба тражити на потесима Селиште, Грамаде и Плавиште. Сматра се да су најстарији насељеници из фамилије Младеновци, Џанинци и Џукинци.
Само насеље је настало у долини реке Шишавице. Село је збијеног типа. Куће су груписане по фамилијама. Почев од Доње Ломнице, на левој обали Шишавице, фамилије су распоређене овако: Орозсовци, Стојановци и Јовићи, Минини, Катинци, Коларци, Петринци, Дућини, Копиласови, Пантини, Трипарци-Виљинци, Гмитровци, Чанинци, Младеновци, Паљини, Џанабетови, Пашини и Арсини, Џукинци, Ницини, Пенкини, Зељкини, Крстанинци, Гијини-Пискуповци, Симонови, Папуџинци, Ђуринци и Анђеликини.
На десној обали Шишавице, почев од Доње Ломнице, распоред фамилија је: Ракичевци, Бурдинци, Пкљини, Кокини, Љубикини, Ћушкови, Кукавци, Ђокини, Ристини, Вирчинци, Буђини, Зарини-Младеновци, Андрејинци, Виљинци, Дакини, Пепељуге, Коцини и Тукејинци, а на овој страни је и једна ромска породица-Османовићи.
После великих поплава Шишавице, фамилија Ђуринци се иселила на десну страну речице-на месту где су им биле некада трле за стоку. Некада је село било подељено на Горњу и Доњу малу. Куће су некада биле цакмаре, кованице, потом саграђене од цигала, а по стилу су „моравке“. Данас су направљене велелепне куће од опеке, бетона армираног, са савременим комфором.
Некада су Шишавци били сточари, потом су постали печалбари-циглари, а данас махом већина њих ради у државним службама, потом фабрикама и код приватника, а један део њих се бави и виноградарством и воћарством. Међу Шишавцима има и образованих људи па и доктора наука.

## Образовање
У насељу постоји осмогодишња школа, која носи назив по „Браћи Миленковић“, који су учесници НОБ за ослобођење од фашизма у Другом светском рату. Према неким подацима школа је основана као четворогодишња школа је основана 1857, у приватној кући Константина Илића - у кући породице Констатиновић. Први учитељ је био из Смедерева, да би Турци 1858. године школу затворили и 1922. године је поново отворена, а први учитељ је био шишавац Божидар-Бора Миленковић, а радила је у згради Јове Миленковића. 1927. године тада председник Школског одбора Живан Стаменковић-Американац из села Доње Ломнице, које је спојено са Шишавом данас, је помогао да се изгради школа на његовом земљишту, на коме се и данас школа налази. То је од тада па до данас на потесу села Шишава-Доња Ломница. Данас школа има истурена одељења у селима: Црној Бари, Средору, Липовици, Скрапежу, а одељење у Горњој Ломници је затворено због миграције становништва.

## Развој инфраструктуре
Село је електрифицирано, има асфалт и коцку, свака кућа је увела телефон. У селу има доста приватних трговинских радњи, а некада су биле државне. Такође има и приватна ветеринарска станица, а и амбуланта која као и мештанима Доње Ломнице служи свим околним селима. Данас скоро свака кућа има телевизор, а и кабловску телевизију. Много је младих који после школе напустају село и одлазе у град, па и ван Власотинца.

## Спорт
Прву фудбалску лопту у село су 1944. године донели браћа Раде и Зоран Катић, потом формирали фудбалски клуб и играли фудбал са суседним селима. Званично је формиран фудбалски клуб 1973. године под називом „Јединство“, од играча села и суседне Доње Ломнице, који се такмичио у општинској, регионалној лиги, а доспео је и до нишке зоне, чак је био и испред градског тада ривала ФК „Власине“, године 1980. Клуб је био саградио и веома леп стадион, који је био пун гледалаца, који су долазили и са суседних села. Нажалост данас фудбалски клуб „Јединство“ је угашен, јер је због тешког финансијског стања морао да напусти такмичења у лиги.
Године 1998. у селу је формиран кошаркашки клуб „Шишава“, који се такмичи у општинској лиги. Септембра 2002. године у селу је формиран и карате клуб „Ђурђевдан“ који данас учествује на многим међународним карате турнирима. Има добре резултате, много освојених златних, сребраних и бронзаних медаља, а његови чланови су ученици из Шишаве и Доње Ломнице.

## Познате личности
- Велимир Стаменковић Лима, српски историчар и етнолог